# ジョアン・パリーニャ
ジョアン・マリア・ロボ・アルヴェス・パリーニャ・ゴンサルヴェス（João Maria Lobo Alves Palhinha Gonçalves, 1995年7月9日 - ）は、ポルトガル・リスボン県リスボン出身のサッカー選手。プレミアリーグ・トッテナム・ホットスパー所属。ポルトガル代表。ポジションはMF。

## クラブ経歴
地元リスボンのクラブチームを経て、2012年にスポルティング・クルーベ・デ・ポルトゥガルと契約。2014年2月にBチームに昇格。2014-15シーズンもBチームでプレーし、2015年8月12日にモレイレンセFCへのローン移籍が発表。同月17日のFCアロウカ戦でプリメイラ・リーガ初出場。2015-16シーズンはトップリーグ1年目で先発で起用され29試合に出場。翌2016-17シーズンもシーズン前半はCFベレネンセスでプレーした後、2017年1月にスポルティングに復帰。しかし、2017-18シーズンは出場機会に恵まれず、2018年から2年間はSCブラガにローン移籍。3度目のローン先でもチームの主力に担い、2シーズンで50試合4ゴールを記録した。
2020-21シーズンは、スポルティングで先発に定着し、リーグ戦31試合に出場。チームは19年振りのリーグ優勝と、国内カップ戦タッサ・ダ・リーガの二冠の達成に貢献した。
2022年7月4日、フラムFCへの完全移籍が発表された。契約年数は5年間。
2024年7月11日、FCバイエルン・ミュンヘンへの移籍が決定。契約は2028年6月30日までの4年間。2023年夏にもバイエルン・ミュンヘン移籍を希望していたものの叶わなかったため、1年越しの移籍となった。背番号は16番。
2025年8月3日、トッテナム・ホットスパーに買取オプション付きのレンタルで移籍した。

## プライベート
パリーニャはリスボン郊外で育ち、長年家族が所有する土地に自ら建てた自宅を非常に大切にしている。幼少期には祖父が釣り用の漁網でサッカーゴールを作ってくれた思い出を「一番心に残っている」と述べている。
2021年に歌手のパトリシア・パルハレス（Patrícia Palhares）と結婚し、2022年に長男ジョアン・マリアが誕生したが、2024年9月に離婚が報じられた。同年中には次男フランシスコ・マリアも誕生している。
ポルトガル代表としてクリスティアーノ・ロナウドと共にピッチに立った際、「子どものころの夢が実現した瞬間だった」と語り、代表への誇りとその感慨を明かしている。
バイエルン・ミュンヘン移籍時には、一度破談になったものの翌年再びオファーを受け入れた経験を振り返り、「クラブが再度信じてくれたことに感謝している」と述べている。

## 代表経歴
2013年からユース世代のポルトガル代表に招集され、2014年はUEFA U-19欧州選手権2014で準優勝を経験。
2015年には2015 FIFA U-20ワールドカップにも出場し、準々決勝に進出した。
2021年3月の2022 FIFAワールドカップ・ヨーロッパ予選にフル代表初招集。25日のアゼルバイジャン戦で代表戦初出場。30日のルクセンブルク戦では代表初ゴールも決めた。

## 代表歴

### 出場大会
- ポルトガル代表
  - UEFA EURO 2020
  - 2022 FIFAワールドカップ
  - UEFA EURO 2024

### 試合数
- 国際Aマッチ 34試合 2得点（2021年 - ）[17]

| ポルトガル代表 | 国際Aマッチ | 国際Aマッチ |
| 年             | 出場        | 得点        |
| -------------- | ----------- | ----------- |
| 2021           | 12          | 2           |
| 2022           | 6           | 0           |
| 2023           | 6           | 0           |
| 2024           | 9           | 0           |
| 2025           | 1           | 0           |
| 通算           | 34          | 2           |

## タイトル

### クラブ
ブラガ
- タッサ・ダ・リーガ: 2019-20

スポルティングCP
- プリメイラ・リーガ: 2020-21
- タッサ・ダ・リーガ: 2020-21, 2021-22
- スーペルタッサ・カンディド・デ・オリベイラ: 2021

バイエルン・ミュンヘン
- ブンデスリーガ: 2024-25

### 代表
ポルトガル代表
- UEFAネーションズリーグ: 2024-25